# Mołoczne (rejon sakski)
Mołoczne (ukr. Молочне, ros. Молочное, Mołocznoje) – wieś na Ukrainie, w Autonomicznej Republice Krymu (de iure stanowiącej integralną część państwa ukraińskiego, w 2014 anektowanej przez Rosję i odtąd funkcjonującej jako Republika Krymu), w rejonie sakskim. W 2001 liczyła 2336 mieszkańców, wśród których 342 wskazało jako ojczysty język ukraiński, 1595 rosyjski, 374 krymskotatarski, 1 mołdawski, 4 białoruski, 1 ormiański, 1 niemiecki, a 18 inny. Według spisu ludności przeprowadzonego przez okupacyjne władze rosyjskie populacja wsi w 2014 wynosiła 2174 osoby.